# Hypanthidioides paranaensis
Hypanthidioides paranaensis is een vliesvleugelig insect uit de familie Megachilidae. De wetenschappelijke naam van de soort is voor het eerst geldig gepubliceerd in 1995 door Urban.